# Ørsted (companhia)
Ørsted A/S' (anteriormente: DONG Energy) é uma companhia petrolífera estatal sediada em Fredericia, Dinamarca.

## História
A companhia foi estabelecida em 1972, como Dansk Naturgas A/S.
Em 2017, a companhia completou o desmantelamento do primeiro parque eólico offshore do mundo, o Vindeby Offshore Wind Farm. Também em 2017, a companhia vendeu parte de seus negócios de óleo e gás para a Ineos no valor de  US$1.05 bilhões de dólares. Depois da venda a companhia anunciou a intenção de mudar o nome para Ørsted em homenagem ao cientista Hans Christian Ørsted.